# Wahlkreis Prenzlauer Berg 4
Der Wahlkreis Prenzlauer Berg 4 war ein Abgeordnetenhauswahlkreis in Berlin. Er wurde für die ersten Gesamtberliner Wahlen zum Abgeordnetenhaus am 2. Dezember 1990 gebildet und umfasste vom damaligen, ehemals Ost-Berliner Stadtbezirk Prenzlauer Berg die Michelangelostraße, die Storkower Straße und die Oderbruchstraße. Bei der folgenden Wahl zum Berliner Abgeordnetenhaus am  22. Oktober 1995 ging der Wahlkreis im damaligen Wahlkreis Prenzlauer Berg 3 auf. Zum Wahlkreis Prenzlauer Berg 4 gehörte nunmehr das Gebiet des vormaligen Wahlkreises Prenzlauer Berg 5 mit der Schwedter Straße, der Torstraße, dem Senefelderplatz und ergänzt um die damalige Hans-Beimler-Straße. Anschließend wurde der Wahlkreis aufgelöst, sein Wahlgebiet ging 1999 im damaligen Wahlkreis Prenzlauer Berg 3 auf.

## Abgeordnetenhauswahl 1995
Bei der Wahl zum Abgeordnetenhaus von Berlin 1995 gab es folgende Ergebnisse:
| Name                              | Partei   | Anteil der Erststimmen | Anteil der Zweitstimmen |
| --------------------------------- | -------- | ---------------------- | ----------------------- |
| Thomas Böttcher                   | CDU      | 17,0 %                 | 17,6 %                  |
| Irana Rusta                       | SPD      | 18,0 %                 | 17,6 %                  |
| Bernd Holtfreter                  | PDS      | 32,1 %                 | 29,9 %                  |
| Marianne Birthler                 | Grüne    | 29,0 %                 | 24,5 %                  |
| Thomas Weiß                       | FDP      | 00,8 %                 | 01,0 %                  |
| Evelyn Gnadke                     | REP      | 03,0 %                 | 02,8 %                  |
|                                   | Sonstige | –                      | 00,2 %                  |
| Wahlberechtigte: 27.056 Einwohner |          |                        |                         |
| Wahlbeteiligung: 58,8 %           |          |                        |                         |

## Abgeordnetenhauswahl 1990
Bei der Wahl zum Abgeordnetenhaus von Berlin 1990 gab es folgende Ergebnisse:
| Name                              | Partei   | Anteil der Erststimmen | Anteil der Zweitstimmen |
| --------------------------------- | -------- | ---------------------- | ----------------------- |
|                                   | CDU      | 24,7 %                 | 25,0 %                  |
| Anke Reuther                      | SPD      | 35,9 %                 | 35,9 %                  |
|                                   | PDS      | 21,1 %                 | 20,6 %                  |
|                                   | Grüne/AL | –                      | 01,6 %                  |
|                                   | Grüne    | 10,6 %                 | 08,8 %                  |
|                                   | FDP      | 05,9 %                 | 05,9 %                  |
| –                                 | DSU      | 00,2 %                 | 00,2 %                  |
| –                                 | DDD      | –                      | 00,1 %                  |
|                                   | REP      | 01,6 %                 | 01,7 %                  |
|                                   | ödp      | –                      | 00,2 %                  |
| Wahlberechtigte: 19.515 Einwohner |          |                        |                         |
| Wahlbeteiligung: 79,5 %           |          |                        |                         |